# 成瀬シリーズ
『成瀬シリーズ』（なるせシリーズ）は、宮島未奈による日本の小説で、成瀬あかりを主人公とした連作短編集のシリーズの総称。新潮社より2023年3月から刊行されている。装画、挿絵はイラストレーターのざしきわらしが手掛けている。

## 概要
滋賀県大津市を舞台に、主人公・成瀬あかりの周辺で起こる出来事を描く「成瀬あかり史」。

初出は『小説新潮』2021年5月号に掲載された「ありがとう西武大津店」で、新潮社主催の第20回『女による女のためのR-18文学賞』で史上初のトリプル受賞（大賞、読者賞、友近賞）に輝いた宮島の商業誌デビュー作であり、本作を含む単行本デビュー作『成瀬は天下を取りにいく』が書籍、電子書籍合わせて発売から半年で発行部数10万部を突破するなど好評を博す。
当初、宮島は続編を意識していなかったが、続編を望む声が多数寄せられことから第2作『成瀬は信じた道をいく』が刊行されシリーズ化された。
主にあかり以外の登場人物が視点主となり、あかりや視点主の周辺で起こる出来事の語り部として物語が進行する構成が取られているが、あかりがほとんど登場しない「階段は走らない」や作者視点の「ときめき江州音頭」「成瀬慶彦の憂鬱」などのエピソードも存在する。作中には実在する人物や社名、商品名などが登場し、虚実ないまぜで物語が展開している。
シリーズ第1作『成瀬は天下を取りにいく』（2023年3月刊行）の「線がつながる」（2022年の4月 - 8月の出来事）までは作品発表当時の現実世界の時間軸よりも過去の出来事が描かれていたが、「レッツゴーミシガン」（2023年の7月の出来事）以降は近未来の時間軸の出来事が描かれている。
2024年、『成瀬は天下を取りにいく』は第39回坪田譲治文学賞、2024年本屋大賞を受賞している。
2025年1月、シリーズ累計100万部を突破し、発売から僅か2年足らずでミリオンセラーを成し遂げた。また、4月には『成瀬は信じた道をいく』が2025年本屋大賞候補（10位）となり、シリーズとして2年連続で候補となる。6月にはシリーズ累計140万部を突破し、同月に刊行される『成瀬は信じた道をいく』の文庫本は異例の発売前の重版が決定している。

## 登場人物

### 主要人物
成瀬 あかり（なるせ あかり）
主人公。滋賀県大津市生まれ同市在住。周囲から変わった子と思われても、ブレることなく興味の赴くまま我が道を突き進む。
あけび幼稚園→ときめき小学校→きらめき中学（第1作）→膳所高校（第1、2作）→京都大学工学部（第2作）
人物
将来の夢は二百歳まで生きることで、それ以外にも大津にデパートを建てるなどスケールの大きな夢を多く語っており、「膳所から来ました」で触れられていた夢は、「探さないでください」で結実している。大きなことを百個言って一個でも叶えばいいと主張し、日ごろから口に出して種をまいておくことが重要で、何になるかより、何をやるかのほうが大事と考えている。
いつもポーカーフェイスで感情が読めずRPGの村人のような口調だが、その気になれば関西弁も敬語も話せる。
緊張することがなく、その感覚がわからなかったが、「探さないでください」で人生で初めて緊張する。
生い立ち
園児のころから走るのは誰よりも速く、絵を描くのも歌を歌うのも上手で、ひらがなもカタカナも正確にかけるなど優秀で、小学生時代、琵琶湖の絵コンクールで琵琶湖博物館長賞、大津市民短歌コンクールで大津市長賞を受賞するなど多数表彰されている。ひとりで何事も出来てしまうことことから、そのことが気に食わないクラスメイトたちから避けられるようになり、小学5年のときにはあからさまに仲間外れにされるが、本人はまったく意に介していなかった。
中学では陸上競技部で長距離を走るが、高校ではかるた班に入り「なるぴょん」と呼ばれ、3年時に主将となる。
高校在学中は自分のスマホを持っておらず、大学入学を機に母親が契約したiPhoneを持つようになるが、使い方をよく知らなかった。
生活・嗜好
朝5時起床でジョギングし、夜9時就寝の生活を続けている。朝ごはんは自炊したハムエッグ丼が定番で、急激な血糖値の上昇を防ぐため、30回は噛むようにして食べている。おやつは幼いころからおやつ昆布。大きな数字をみるとつい素因数分解したくなる。
大津市民憲章を忠実に守ることを心掛け、地区をパトロールし振り込め詐欺を防ぎ、急病人を見つけ救急車を呼んでいる。
興味を持ったものにのめり込むタイプで、小学5年生のころ巨大なシャボン玉作りを極め「天才シャボン玉少女」として地元テレビ局に取り上げられる。「髪は1か月に1センチ伸びる」という話を検証するため、高校入学前に自らスキンヘッドにしている。スタンプラリー好きで、複数のラリーを掛け持ちしている。
特技
何もないところから物を出したり消したりする手品ができたり、一度見た顔と名前は忘れない、達筆、けん玉チャンピオンなどの特技を持つ。

島崎 みゆき（しまざき みゆき）
成瀬の幼馴染。「ありがとう西武大津店」「膳所から来ました」「探さないでください」の視点主で、シリーズを通し「成瀬あかり史」を見守る重要な人物。
あけび幼稚園→ときめき小学校→きらめき中学（第1作）→大津高校（第1、2作）→東京の私立大学（第2作）
自称成瀬と同じマンションに生まれついた凡人で、成瀬を見守るのが己の務めだと考えている。コミュ力が高く友人が多い。
両親の東京への転居に同行し東京の大学に進学すると告げられた成瀬を動揺させ不調にするなど、彼女にとって大きな存在。
中2の9月に成瀬と漫才コンビ「ゼゼカラ」を結成、M-1グランプリに挑戦している。成瀬と違う高校に進学後も解散せず、馬場公園でネタの練習をしていたところ「ときめき夏祭り」の実行委員長・吉嶺マサルに司会にスカウトされ、東京に転居後も祭りのために大津を訪れる。大津育ちだが、県外出身の標準語の両親に育てられたことから、標準語のイントネーション。

### 主人公の家族
成瀬 慶彦（なるせ よしひこ）
あかりの父親。あかりが京大進学を機に一人暮らしを始めるのではと疑ったり、娘のことで常に気を揉む。滋賀県出身。
それほど偏差値の高くない私立大学卒で、京大を受験する我が子をディープインパクトのような突然変異と考えている。
初登場は「ときめき江州音頭」であるが、「成瀬慶彦の憂鬱」までフルネームは不明であった。
成瀬 美貴子（なるせ みきこ）
あかりの母親。1976年生まれ。彦根市出身。短大卒。みゆきの印象では無口で微笑んでいる人。 初登場は「ありがとう西武大津店」であるが、「成瀬慶彦の憂鬱」までフルネームは不明であった。

### 主人公と同世代の関係者
大貫 かえで（おおぬき かえで）
成瀬の小中高校時代の同級生。「線がつながる」「ときめき江州音頭」に登場。「線がつながる」での視点主で、初登場時は膳所高校1年生。成瀬のことが苦手で、彼女と同じクラスになったことに頭を抱える。クラスカーストでは最下層だが、承認欲求に飢えている。小中時代の仇名は「ぬっきー」であったが、この呼ばれ方を気に入っていない。高校入学を機に縮毛修正をしてストレートにする。人間関係を観察し人物相関図を作成している。東大入学を目指している。
西浦 航一郎（にしうら こういちろう）
「レッツゴーミシガン」の視点主。広島・錦木高校2年の男子高生。出場した全国高校かるた大会で出会った成瀬に心惹かれる。
仇名はにっしゃん。186センチメートル、100キログラム。身体が大きいというだけで小さいころから柔道教室に通わされ、かるた部に入部するまでは柔道部であった。同じ体格の弟が柔道の県大会で優勝しているのに対し自分は成績が良くないことから、柔道に見切りをつける。
中橋 結希人（なかはし ゆきと）
西浦の幼なじみで競技かるた部の仲間。「レッツゴーミシガン」で西浦と成瀬の仲を取り持とうと成瀬に声をかける。
小学生になる前から色気づいており、女性との出会いを求めている。美人の桃谷先輩のいるかるた部に西浦を誘い入部する。
城山 友樹（しろやま ともき）
「成瀬慶彦の憂鬱」で初登場。初登場時は高知県から京大工学部の入試にヒッチハイクでやって来た浪人生でYouTuber。ひょろっとした丸メガネで、朝ドラにでてくる帝大生のような風貌。本人曰く高校卒業と同時に一家離散しており、母方の祖父母の家に身を寄せている。後に京大工学部に合格している。
篠原 かれん（しのはら かれん）
「コンビーフはうまい」の視点主。黒髪ロングの美人。母や祖母と三世代続けて「びわ湖大津観光大使」に任命された女子大生。19歳。父は大津市議、母の実家は大津でも有名な和菓子屋。母と祖母が三代連続観光大使を目指し、母が男前と評判だった市議会議員の息子（今の夫）と結婚して生まれており、観光大使となるべく、小さいころから大津市内や近郊の観光スポットに連れていかれうんちくを叩きこまれている。家族や友人には秘密にしているが撮り鉄の鉄道オタクで、鉄道写真を投稿する裏垢を持っている。撮り鉄ということを秘密にしているため、当初はスマホで撮影していたが、「探さないでください」ではごつめのカメラで撮影するようになっている。

### 主人公と異世代の関係者
稲枝 敬太（いなえ けいた）
「階段は走らない」の視点主。大阪のWeb制作会社に大津から通勤する。1977年生まれ。Twitterで成瀬のことをつぶやく。
「ときめき江州音頭」では、ときめき夏祭り実行委員として再登場。ゼゼカラのファンで西武大津店のころから知っていたと明かす。
吉嶺 マサル（よしみね マサル）
稲枝の旧友。「階段は走らない」で初登場。吉嶺マサル法律事務所の代表弁護士。メガネをかけた童顔。
「ときめき江州音頭」「やめたいクレーマー」では、ときめき夏祭り実行委員長として登場、噂を聞きつけた高校1年当時のゼゼカラを祭りの司会にスカウトしている。
北川 みらい（きたがわ みらい）
「ときめきっ子タイム」での視点主。初登場時はときめき小学校の4年生。「ゼゼカラ」の熱狂的ファンで総合学習の時間でゼゼカラの取材をする。「やめたいクレーマー」では成瀬の地域パトロールに同伴し、「探さないでください」では自主的に一人でパトロールしている。
呉間 言実（くれま ことみ）
「やめたいクレーマー」の視点主。近所のスーパーにクレームをつける（のをやめたい）36歳の主婦。妊活していた時期があったが、待ち時間の長さや待合室の椅子が少ないなどクレームをつけ通えなくなっている。成瀬から万引きを捕まえるのに、フレンドマートを午前中パトロールしてもらいたいと持ち掛けられる。
呉間 祐生（くれま ゆうせい）
言実の夫。クレーマーの父・一雄を反面教師として育ったのか、まったくクレームを言わない。人懐っこい笑顔。大阪から滋賀に転勤となり、当初は大阪から通勤していたが、琵琶湖を気に入りレイクフロント大津におの浜メモリアルプレミアレジデンスに引越している。

### 主人公の周辺人物
みゆきの母親
島崎みゆきの母親。小さい時から間近で見てきた成瀬の行動を面白がっている。第1回から視聴するM-1グランプリの2004年を「神回」と言ったり、深夜番組に出演する漫才コンビ・オーロラソースの話題に食いつくなど、お笑い好き。
滋賀県外出身で、滋賀を見下しているところがある。
オーロラソース
マヨネーズ隅田（マヨネーズすみだ）、ケチャップ横尾（ケチャップよこお）
M-1グランプリの予選でゼゼカラと同じ予選グループの漫才コンビ。みゆきの母が関心を寄せている。
その後、出世してMBSテレビで「オーロラソース DE マリアージュ」という深夜の冠番組を持つようになる。
みゆきの東京転居と同じタイミングで東京進出し、お昼のバラエティー番組の木曜レギュラーとなる。

### 実在する人物
人物そのものへの言及や、登場人物に似ている人物の例え、比喩表現などで実在する人物の名前が作中に登場する。
西川貴教

栗山巧

山川穂高

小池百合子

みうらじゅん

ミルクボーイ

アンタッチャブル

もう中学生

さだまさし

武豊

三山ひろし

## シリーズ一覧

### 『成瀬は天下を取りにいく』
シリーズ第1作。連作短編集。文庫本にはエッセイ「大津ときめき紀行 ぜぜさんぽ」と森見登美彦による解説を収録。
- 単行本：2023年3月17日発行、新潮社、ISBN 978-4-10-354951-2
- 文庫本：2025年6月25日発売、新潮文庫、ISBN 978-4-10-106141-2

| タイトル             | 初出                    | 成瀬あかり史                         |
| -------------------- | ----------------------- | ------------------------------------ |
| ありがとう西武大津店 | 『小説新潮』2021年5月号 | 中学2年の夏休みの出来事（2020年）    |
| 膳所から来ました     | 書き下ろし              | 中学2年の9月の出来事（2020年）       |
| 階段は走らない       | 『小説新潮』2022年5月号 | 「ありがとう西武大津店」の外伝。     |
| 線がつながる         | 書き下ろし              | 高校1年の4月 - 8月の出来事（2022年） |
| レッツゴーミシガン   | 書き下ろし              | 高校2年の7月の出来事（2023年）       |
| ときめき江州音頭     | 書き下ろし              | 高校3年の8月の出来事（2024年）       |

Audibleとオトバンクからそれぞれ朗読、ドラマ形式で音声化されている（詳細は「成瀬は天下を取りにいく#オーディオブック」を参照）。

### 『成瀬は信じた道をいく』
シリーズ第2作。連作短編集。
- 単行本：2024年1月24日発行、新潮社、ISBN 978-4-10-354952-9

| タイトル           | 初出                    | 成瀬あかり史                                         |
| ------------------ | ----------------------- | ---------------------------------------------------- |
| ときめきっ子タイム | 書き下ろし              | 高校3年の10月の出来事（2024年）                      |
| 成瀬慶彦の憂鬱     | 書き下ろし              | 高校3年の2月の出来事（2025年）                       |
| やめたいクレーマー | 『小説新潮』2023年5月号 | 大学1回生の6月 - 8月の出来事（2025年）               |
| コンビーフはうまい | 書き下ろし              | 高校3年の3月 - 大学1回生の7月の出来事（2025年）      |
| 探さないでください | 書き下ろし              | 大学1回生の大晦日から元日の出来事（2025年 - 2026年） |

Audibleとオトバンクからそれぞれ朗読、ドラマ形式で音声化されている（詳細は「成瀬は信じた道をいく#オーディオブック」を参照）。

### 単行本未収録
| タイトル           | 初出                    | 成瀬あかり史                           |
| ------------------ | ----------------------- | -------------------------------------- |
| やすらぎハムエッグ | 『小説新潮』2024年5月号 | 大学1回生の4月 - 5月の出来事（2025年） |
| 実家が北白川       | 『小説新潮』2025年1月号 | 大学1回生の6月の出来事（2025年）       |
| ぼきののか         | 『小説新潮』2025年5月号 | 大学1回生の7月 - 8月の出来事（2025年） |

## メディアミックス

### コミカライズ
- 成瀬は天下を取りにいく（新潮社、構成:さかなこうじ、作画:小畠泪、『コミックバンチKai』2024年5月24日- 2025年7月18日）[21][22][23]

#### 書誌情報（コミカライズ）
- 『成瀬は天下を取りにいく』新潮社〈BUNCH COMICS〉、全3巻
  1. 2024年12月9日発売[24]、ISBN 978-4-10-772770-1
  2. 2025年06月9日発売[25]、ISBN 978-4-10-772837-1 - 描き下ろしの番外編「あかりちゃんとみゆきちゃん」を収録[26]
  3. 2025年08月7日発売[27]、ISBN 978-4-10-772858-6 - 描き下ろしの番外編「西浦くんのつぐ想い」を収録[28][注 12]

### 朗読劇
- 朗読劇 『成瀬は天下を取りにいく』（2025年9月13日初演〈予定〉、草月ホール、主催・製作：松竹、後援：日本テレビ）[29]

## コラボレーション
琵琶湖汽船とのコラボレーション企画
「レッツゴーミシガン」キャンペーンと題し、2023年7月15日から10月31日にかけ琵琶湖汽船が運航するミシガンクルーズとのコラボレーション企画が実施され、期間中『成瀬は天下を取りにいく』単行本を携帯し琵琶湖周遊船ミシガンに乗船すると、宮島未奈のサイン入り「オリジナルキーホルダー」がプレゼントされた。
2024年1月22日から4月26日には第2弾として期間中、小説新潮2024年2月号または『成瀬は信じた道をいく』単行本を携帯しミシガンに乗船すると、宮島未奈のサイン入りオリジナルステッカー（2枚組）がプレゼントされ、乗船料が10パーセント割引された。
2024年7月13日から第3弾として期間中、『成瀬は天下を取りにいく』または『成瀬は信じた道をいく』の単行本を携帯しミシガンに乗船すると、成瀬の名言入り「オリジナルカード」がプレゼントされた。
スタンプラリー
「成瀬は天下を取りにいく」が2024年本屋大賞にノミネートされたことを記念し、滋賀県庁総務部市町振興課の企画により2024年4月1日から6月30日にかけ作品の舞台となった滋賀県大津市内のゆかりの地をめぐる「この春を成瀬に捧げるスタンプラリー」と題するデジタルスタンプラリーが開催された。スタンプラリーの達成特典として、成瀬のイラストがあしらわれたクリアファイルが1枚プレゼントされた。
2024年7月4日から2025年3月31日まで、スタンプラリー第2弾として「成瀬と天下を取りにいくスタンプラリー」と題したデジタルスタンプラリーが開催された。スタンプラリーの達成特典として、成瀬のしおりが1枚プレゼントされた。
2025年4月17日から、スタンプラリー第3弾として「成瀬が歩いた道をいくスタンプラリー」と題したデジタルスタンプラリーが開催された。スタンプラリーの達成特典として、成瀬とかれんの観光大使のイラストがあしらわれたオリジナルステッカーがプレゼントされた。
鰻の成瀬とのコラボレーション企画
「鰻の成瀬」の運営を行なうフランチャイズビジネスインキュベーション株式会社と2024年7月25日から8月30日にかけコラボレーション企画を実施。期間中、会計時に合言葉を答えると「鰻の成瀬でアルバイト中の成瀬あかり」をイメージしてデザインされたオリジナルステッカーがプレゼントされた。
ラッピング電車
京阪電鉄が大津市や観光協会などでつくる協議会と協力し、成瀬シリーズの登場人物などが描かれたラッピング電車が2024年8月7日から石山坂本線で運行された。運行初日に石山寺駅で行われた出発式には観光協会の関係者や著者の宮島が参加し、テープカットが行われた。2025年2月9日まで運行され、連動企画として「びわ湖大津観光大使『成瀬あかり』が案内！京阪電車でめぐる沿線スタンプラリー」が開催された。
埼玉西武ライオンズとのコラボレーションイベント
2024年8月14日に埼玉西武ライオンズの本拠地ベルーナドームで開催された福岡ソフトバンクホークス戦に作者の宮島が招かれセレモニアルピッチ（始球式）が行われ、当日の観戦チケットを持つ来場者全員にベルーナドームを背景に真っ直ぐ前を向きたたずむ成瀬の姿が描かれたオリジナルステッカーが配布された。
交通安全のPRポスター
2024年9月21日から30日まで行われる秋の全国交通安全運動で、滋賀県警は県交通安全協会と協力し、びわ湖を背景に立つ成瀬あかりが友人の島崎みゆきに対し「島崎、わたしは交通安全を極めようと思う」と作中のセリフを模して交通安全を呼びかけるポスターを作成した。
びわ湖マラソンのPRポスター
2025年3月9日に大津市、草津市、守山市で開催される「びわ湖マラソン2025」のランナーやボランティアを募集するポスターやパンフレットに、小説の挿画を手掛けたイラスレーターざしきわらしによるランナー姿の成瀬と、大会ボランティアとして応援する姿の島崎のイラストが起用された。